# Cenerentola (film 1950)
Cenerentola (Cinderella) è un film d'animazione del 1950 diretto da Wilfred Jackson, Hamilton Luske e Clyde Geronimi.
Distribuito negli Stati Uniti da RKO Radio Pictures, la pellicola è il 12º Classico Disney ed è basata sulla fiaba Cenerentola di Charles Perrault.  Le sue canzoni, tra cui I sogni son desideri e Bibbidi-Bobbidi-Bu, scritte da Mack David, Jerry Livingston e Al Hoffman, divennero ben presto molto note.
Questo film fu molto importante per lo studio Disney poiché segnò il ritorno a una grande produzione ispirata a un'unica storia dopo otto anni di film-collage di cortometraggi. Fece entrare la Disney in un nuovo periodo d'oro, pieno di novità, come l'uso della televisione per realizzare degli spettacoli per famiglie o la costruzione di parchi di divertimento. Uno di questi, Walt Disney World, costruito in Florida aperto nel 1971, adottò come suo simbolo e principale attrazione una versione a grandezza naturale del castello disegnato per questo film.
Fu con questo lungometraggio che s'impose definitivamente il concetto di Classico Disney. Esso è, come il precedente Biancaneve i sette nani, ispirato a una fiaba europea, e fu il primo grande successo dell'azienda dopo quasi dieci anni di risultati mediocri al botteghino. Era infatti dal 1937 (ossia dalla prima distribuzione di Biancaneve e i sette nani) che lo studio non riscuoteva un così grande successo di critica e pubblico. Tuttavia molti critici, soprattutto europei, giudicano questo film di qualità leggermente inferiore ai primi cinque del periodo d'oro. Ciò è forse dovuto alle difficoltà degli anni precedenti, che influenzarono non poco la produzione, e anche a un certo allontanamento di Walt Disney dalla realizzazione di questo tipo di film a disegni animati, più concentrato invece su altri progetti, volti a espandere ulteriormente l'azienda.
La pellicola fu comunque un successo finanziario come film con il maggiore incasso nell'anno 1950 e permise allo studio di ristabilirsi economicamente. Fu ridistribuito al cinema ben cinque volte in America del Nord e sette in Italia (l'ultima è del 2012), ed ha avuto due seguiti: Cenerentola II - Quando i sogni diventano realtà del 2002 e Cenerentola - Il gioco del destino del 2007, entrambi per il mercato direct-to-video. Nel 2015 ne è stato realizzato un remake in live action omonimo con Cate Blanchett nel ruolo di Lady Tremaine, la malvagia matrigna di Cenerentola e Lily James come quest'ultima.
Nel 2018 venne scelto per la conservazione nel National Film Registry della Biblioteca del Congresso degli Stati Uniti.

## Trama
Cenerentola è l'unica figlia di un aristocratico, la cui moglie muore improvvisamente. Pensando che la figlia avesse avuto bisogno di cure materne, l'uomo si risposa con Lady Tremaine, una vedova con due figlie avute da un precedente matrimonio, Genoveffa e Anastasia. Ma dopo la morte del secondo marito, la donna e le sue figlie (che hanno anche un gatto di nome Lucifero) prendono in consegna la casa dell'uomo, sperperando tutto il suo patrimonio, e iniziano ad abusare e maltrattare la bambina, facendola diventare loro serva a tempo pieno e dandole il nomignolo di "Cenerentola". Nonostante sia costretta a fare da serva nella sua stessa casa, la ragazza cresce felice, spensierata e bella, secondo i valori insegnategli dal proprio padre e circondata dall'affetto di alcuni uccellini, del cane Tobia, del suo cavallo e di dodici topolini e topoline, tra cui Giac e Gas.
Nel frattempo, al palazzo reale, il re è sconvolto perché suo figlio, il principe, non ha intenzione di sposarsi. Volendo avere dei nipotini prima di morire, il monarca organizza un ballo reale con lo scopo di trovare moglie al giovane e ordina che ogni fanciulla del regno in età da marito vi partecipi. L'invito al ballo arriva anche a casa di Cenerentola, la quale ha la ferma intenzione di parteciparvi, dal momento che risponde ai requisiti richiesti. Con grande stupore delle sue due figlie, Lady Tremaine si dice d'accordo, a patto però che la figliastra finisca le sue faccende e trovi qualcosa di adatto da indossare. Il piano della matrigna, solo in apparenza accondiscendente, è di oberare di lavoro Cenerentola in modo che non abbia tempo di prepararsi un abito. Avvedutisi di questo, i suoi amici animali la aiutano nelle faccende domestiche e sistemano un abito che apparteneva alla defunta madre della protagonista, impiegando anche parti di indumenti e accessori gettati via da Genoveffa e Anastasia. Così, contrariamente alle aspettative, la ragazza riesce a terminare tutti i compiti assegnati e, poco prima che la matrigna e le sorellastre partano per il ballo, si presenta alla porta di casa per andare con loro. Lady Tremaine si complimenta con la figliastra per l’abito che indossa, indicando velatamente le parti di vestito riutilizzate. Le sorellastre, adirate per il furto degli oggetti scartati, distruggono l'abito di Cenerentola, obbligandola a rimanere a casa. Disperata, la fanciulla corre in giardino e scoppia a piangere, rinunciando alle sue speranze e ai suoi sogni. 
In suo soccorso arriva però la sua madrina, la fata Smemorina, che dona alla fanciulla un bellissimo vestito con scarpette di cristallo e trasforma una zucca e vari animali in una carrozza con cavalli, un cocchiere e un valletto. Prima di partire, la donna avverte Cenerentola che l'incantesimo si romperà allo scoccare della mezzanotte. Al ballo, il principe riceve annoiato ogni ragazza, finché non vede la protagonista. I due si innamorano l'uno dell'altra e ballano da soli per tutto il parco del castello, finché l'orologio inizia a suonare la mezzanotte. Cenerentola, ignara che il ragazzo il quale l'ha conquistata sia il principe in persona, fugge verso la sua carrozza e lontano dal castello, perdendo inavvertitamente una delle sue scarpette di cristallo.
Il re è inizialmente felice per aver trovato una compagna al figlio: alla notizia della fuga della stessa, ordina al granduca Monocolao di andare personalmente in ogni casa del regno per far provare a ogni fanciulla la scarpetta persa, in modo da individuare la ragazza misteriosa. La notizia raggiunge anche la casa di Cenerentola: quest'ultima, capendo con sgomento che il giovane della sera prima non era altri che il principe, inizia a canticchiare sognante la canzone del ballo al palazzo preparandosi per l'arrivo del granduca. Lady Tremaine suppone che la ragazza misteriosa sia proprio l'odiata figliastra e, per evitare incidenti, la chiude a chiave nella sua camera da letto in modo da non permetterle di provare la scarpetta.
Nel frattempo, il granduca Monocolao arriva in casa e fa provare senza successo la scarpina ad Anastasia e Genoveffa, mentre gli amici animali di Cenerentola recuperano la chiave della stanza dove è rinchiusa e la liberano. La ragazza sopraggiunge un attimo prima che il granduca se ne vada e chiede di provare la scarpetta, ma Lady Tremaine fa inciampare il valletto e la scarpina si frantuma. Tuttavia Cenerentola, con grande orrore della matrigna e sollievo del granduca, mostra l'altra scarpetta identica alla prima. Essa scivola perfettamente sul piede della ragazza, dimostrandone l'identità. Alla fine, Cenerentola e il principe celebrano il loro matrimonio, circondati dai coriandoli gettati dal re, dal granduca e dai topi.

## Personaggi
- Cenerentola (Cinderella nella versione originale): è una bella serva che non rinuncia a sognare ed è la protagonista del film. Il suo sogno è di essere felice e libera. Animata da Marc Davis ed Eric Larson.
- Giac e Gas (Jaq and Gus nella versione originale): i topolini migliori amici di Cenerentola e suoi aiutanti. Accompagnano la loro amica al ballo trasformati in cavalli bianchi insieme ad altri due topolini. Animati da Ward Kimball e John Lounsbery.
- Lady Tremaine: principale antagonista del film, è la matrigna di Cenerentola. È convinta di essere la reale padrona della casa di quest'ultima di cui è invidiosa perché è più bella e intelligente delle sue figlie e perciò la odia profondamente. Per questo motivo, la maltratta e umilia in ogni modo possibile. Animata da Frank Thomas.
- Anastasia e Genoveffa Tremaine (Anastasia e Drizella Tremaine in originale): antagoniste secondarie del film, sono le sorellastre di Cenerentola, sono brutte, antipatiche e viziate. Animate da Ollie Johnston.
- La fata Smemorina: la madrina di Cenerentola, che veglia su di lei. Animata da Milt Kahl.
- Lucifero: antagonista terziario del film, è il perfido gatto di Lady Tremaine e nemico giurato dei topolini. Animato da Ward Kimball e John Lounsbery.
- Il principe: il giovane reale che si innamora, ricambiato, di Cenerentola. Animato da Milt Kahl.
- Il re: il bilioso monarca padre del principe. Vuole molto bene al figlio e vorrebbe diventare nonno. Animato da Milt Kahl.
- Il granduca Monocolao: l'ansioso e insicuro consigliere del re. Animato da Milt Kahl.
- Tobia (Bruno nella versione originale): il fedele cane di Cenerentola, odia Lucifero profondamente. Accompagna la sua padrona al ballo trasformato in un lacchè umano. Animato da Ward Kimball e John Lounsbery.
- Ronzino (Major nella versione originale): il dolce cavallo di Cenerentola. L'accompagna al ballo trasformato in un cocchiere umano.
- Araldo: il personaggio del palazzo che porta la posta dell'invito al ballo e la scarpetta di cristallo nella prova.

## Produzione
Alla fine degli anni trenta, dopo il successo di Biancaneve e i sette nani, lo studio Disney stava ultimando molti progetti ambiziosi come Pinocchio, Fantasia e Bambi e si stava preparando a realizzare molte altre produzioni come Cenerentola, Alice nel paese delle meraviglie e Le avventure di Peter Pan. A causa dei numerosi problemi economici provocati dalla Seconda guerra mondiale, tuttavia, lo studio fu costretto ad abbandonare temporaneamente questi lavori e a concentrarsi su altre produzioni, più economiche, costituite prevalentemente da raccolte di cortometraggi, come Musica maestro o Bongo e i tre avventurieri, oppure da film in presa diretta con attori umani a cui venivano unite brevi ambientazioni animate come I racconti dello zio Tom o Tanto caro al mio cuore.
Fu solo nel 1948 che Walt Disney, impressionato positivamente dai discreti guadagni di quest'ultimi lavori, decise di tornare a una vera produzione, capace di risollevare definitivamente lo studio. La fiaba di Cenerentola era già stata proposta nel 1934 per una breve sinfonia allegra, ma fu poi accantonata. Disney decise di realizzarne un lungometraggio sulla scia di Biancaneve e affidò la regia a Wilfred Jackson, Hamilton Luske e Clyde Geronimi.

### Adattamento del racconto

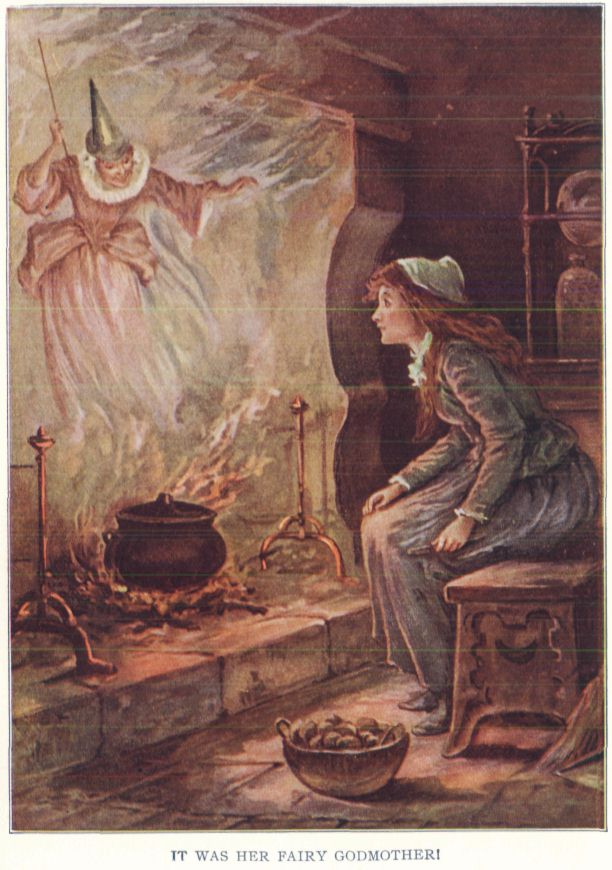
Illustrazione di Cenerentola da un libro di fiabe

Il film è tratto dalla fiaba Cendrillon di Charles Perrault. Da questo racconto sono ripresi il padre di Cenerentola che muore all'inizio della fiaba, l'incantesimo che termina all'ultimo tocco della mezzanotte, la protagonista che indossa scarpette di cristallo, la zucca che si trasforma in carrozza. Dalla versione Aschenputtel dei fratelli Grimm, Disney ha ripreso gli uccelli che aiutano Cenerentola e il sadismo della matrigna e delle sorellastre.
Disney aggiunse alla storia delle sequenze comiche come quelle dei topolini e del gatto, sulla scia dei film precedenti. Walt nominò Bill Peet, autore delle gag di I racconti dello zio Tom (1946), come sceneggiatore per le scene del gatto con i topi. L'animazione di queste fu poi realizzata da John Lounsbery e fu ultimata nel marzo 1949. Sebbene Cenerentola e Biancaneve siano due fiabe tra loro molto simili (entrambe le fanciulle sono vessate dalla matrigna e trovano il lieto fine nelle braccia di un principe azzurro), Disney, in una nota del 17 marzo 1948, precisò agli animatori di ridurre o minimizzare le somiglianze grafiche possibili con il classico precedente poiché non era intenzionato a realizzare un'altra Biancaneve.
Nelle versioni precedenti della sceneggiatura, il principe originariamente svolgeva un ruolo più grande e aveva più sviluppo del personaggio di quello che in ultima analisi ricevette nella versione finale del film. In un inizio abbandonato, il principe veniva mostrato a caccia di un cervo. In un finale alternativo abbandonato, dopo che il granduca aveva scoperto l'identità di Cenerentola, la ragazza veniva portata al castello per essere ripresentata al principe, che era sorpreso di apprendere che Cenerentola era in realtà una modesta serva invece della principessa che pensava fosse, ma i sentimenti del principe per lei erano troppo forti per essere infastiditi da questo e lui la abbracciava; la Fata Madrina riappariva e ripristinava l'abito da ballo di Cenerentola per l'inquadratura di chiusura. Walt Disney stesso riferì che aveva tagliato il finale alternativo perché sentiva che era troppo lungo e non dava la "liquidazione", ma la scena in seguito sarebbe stata incorporata nel videogioco Kingdom Hearts Birth by Sleep, serie crossover tra Square Enix e Disney.
Altro materiale cancellato includeva un brano abbandonato che era stato provvisoriamente intitolato Cinderella Work Song, che faceva parte di una sequenza di fantasia che era stata impostata per avvenire dopo che Lady Tremaine diceva a Cenerentola che poteva venire al ballo solo se avesse finito i suoi lavori e avesse trovato un vestito adatto. In questa sequenza abbandonata, Cenerentola immaginava di moltiplicarsi in un esercito di cameriere al fine di affrontare il suo enorme carico di lavoro, meditando per tutto il tempo su come sarebbe stato il ballo; la sequenza venne tagliata, ma il titolo venne applicato alla canzone che i topi cantano quando lavorano al vestito di Cenerentola. Un’altra scena tagliata aveva luogo dopo il ballo: Cenerentola veniva vista tornare a casa sua e origliare la sua famiglia, che stava discutendo sulla misteriosa ragazza al ballo. Cenerentola dimostrava di essere divertita da questo perché stavano parlando di lei senza rendersene conto. Walt Disney riferì di aver tagliato la scena perché pensava che avrebbe fatto sembrare Cenerentola "dispettosa" e sentiva che il pubblico avrebbe perso simpatia per lei.

### Aspetti artistici
Realizzato sulla cuspide tra le classiche animazioni Disney dell'"età dell'oro" degli anni trenta e '40 e le produzioni meno acclamate dalla critica degli anni cinquanta, Cenerentola è rappresentativo di entrambe le epoche. Ollie Johnston e Frank Thomas scrivono che Cenerentola è il film Disney più minuziosamente pianificato, con uno scenario fin nei minimi dettagli, dei personaggi sviluppati con attenzione, il tutto retto da una solida struttura musicale. Uno dei principali problemi artistici del film, già affrontato in Biancaneve, fu quello di rendere credibili i personaggi umani al fine di identificarvisi.

#### Effetti speciali e sfondi
Al fine di rispettare al meglio i movimenti della carrozza, Kendall O'Connor, come aveva già fatto Joe Grant per le marionette di Pinocchio, creò una riproduzione in miniatura per meglio studiarla. Allan associa le scene in cui il mondo viene inquadrato dagli occhi dei topolini, al genere dei film noir. Allan, ripreso anche da Bruno Girveau, vede anche un parallelo nel rapporto fra Cenerentola e la matrigna e quello di Mrs. Danvers/Mrs. de Winter nel film Rebecca -La prima moglie (1940) di Alfred Hitchcock.
Il film comportò qualche nuovo effetto speciale. Un effetto speciale permette di vedere l'immagine di Cenerentola riflessa nelle bolle di sapone mentre canta la canzone dell'usignolo. La scena dell'apparizione della fata madrina necessitò di più effetti, soprattutto per l'apparizione luccicante e, secondo il desiderio di Walt Disney, furono aggiunti molti altri luccichii durante la scena della fata. Lo stesso effetto fu poi usato per Trilli in Peter Pan e sarà chiamato in gergo cinematografico Polvere Disney.
In seguito all'abbandono dello studio di Gustaf Tenggren, Albert Hurter et Tyrus Wong durante la Seconda Guerra mondiale, Walt Disney affidò la direzione artistica a Mary Blair, giovane artista che si era fatta la mano sulle compilation degli anni quaranta come Saludos Amigos (1942) e Lo scrigno delle sette perle (1947). Blair e Marc Davis realizzarono numerosi schizzi per trovare la forma e i colori dei costumi dei personaggi, in particolare per la scena del ballo. Mentre le precedenti produzioni come Dumbo e Bambi, presentavano una dicotomia dello stile nelle ambientazioni e nei decori Cenerentola ha un'uniformità visuale più o meno per tutta la durata del film. Prevalgono colori freddi come il blu della notte e l'azzurro del vestito della fata madrina e di Cenerentola, anche se non mancano i colori caldi come le sale del palazzo o sfumature dolci, per trasmettere l'aura di magico mistero durante la fuga dal castello.
Fra le realizzazioni supervisionate da Blair, si può notare senza dubbio la celeberrima scena del ballo fra il principe e Cenerentola, in cui la magia viene ricreata fra luci soffuse che si riflettono piacevolmente sul brillante vestito della protagonista. Molto riuscita è inoltre l'inquadratura del castello, immerso lontano fra le nuvole; uno sviluppo del castello del finale di Biancaneve. Robin Allan considera le scene dei topini di Cenerentola come delle reminiscenze degli animali antropomorfi di Beatrix Potter.

### I personaggi
La Disney ha aggiunto molti personaggi ai racconti di Perrault e dei Grimm, in particolare furono inserite molte figure animali non presenti nelle fiabe originarie. Tali animali, in particolare i topolini, non svolgono un passivo ruolo di comprimari ma hanno una costante presenza di aiutanti, determinanti per il lieto esito della storia. Ogni personaggio sia umano che animale ha una sua identità ben definita.

#### Gli umani
Fu utilizzata la tecnica del rotoscopio, già usata per i Classici precedenti. Essa consisteva nel filmare con attori reali le parti della sceneggiatura, per poi ricalcare i loro movimenti sulla pellicola, al fine di studiare peso e misure da adottare per disegnare i personaggi. Marc Davis stima che il 90% del film con attori umani fu realizzato con il rotoscopio. Thomas e Johnston dicono che comunque il rotoscopio è solo una guida per l'animazione, non una scorciatoia. Frank Thomas indica che in Cenerentola la somiglianza con la realtà è molto alta e i personaggi alcune volte sembrano attori. Christopher Finch distingue due tipi di esseri umani: quelli ritratti in maniera «realistica» (Cenerentola, il principe, la matrigna) e quelli che sono più simili a caricature (le sorellastre, il granduca e il re).

##### Cenerentola

Concept art di Cenerentola

Il personaggio principale è Cenerentola. Ella serve da ponte fra due mondi (umano e animale) interagendo con i topi o gli uccellini, e ciò la rende per Maltin «molto carina». Grazie alle canzoni è possibile appronfondire il suo carattere, il suo buon cuore e la sua fede nei sogni.
La sua animazione fu affidata a Eric Larson e Marc Davis. I due animatori non avevano la stessa idea sul personaggio, Davis accentuava la raffinatezza mentre Larson preferiva la sua spontaneità. Sia Helene Stanley (la modella live action di Cenerentola) che Ilene Woods (doppiatrice di Cenerentola, selezionata tra altre 400 candidate) influenzarono fortemente lo stile e i manierismi di Cenerentola. La Stanley era la modella live action anche di Anastasia Tremaine. Lo sarebbe stata anche per la principessa Aurora La bella addormentata nel bosco e per Anita Radcliffe ne La carica dei cento e uno. Per David Whitley, questi tre personaggi femminili non sono che declinazioni di Biancaneve.
Tuttavia, dopo una riunione del 13 dicembre 1948 e dopo aver visto l'animazione preliminare del film, Walt Disney chiese agli animatori di darsi più libertà e di non copiare solo i rotoscopii. Lo scopo era di presentare e definire Cenerentola come una ragazza carina e gentile ma non sciocca e decisa nei suoi obbiettivi. Cenerentola è doppiata nel primo doppiaggio italiano da Giuliana Maroni e Deddi Savagnone nel canto e nel ridoppiaggio del 1967 da Fiorella Betti e Maria Cristina Brancucci per le parti cantate.

##### La matrigna e le sorellastre
La famiglia di Cenerentola è costituita dalla matrigna e dalle due sorellastre. La matrigna, che nei racconti non ha un nome preciso, nel film è chiamata Lady Tremayne. Le sorellastre si chiamano Genoveffa e Anastasia, come nella fiaba, mentre nella versione originale Drizella e Anastasia. Non sono direttamente imparentate con Cenerentola, poiché non hanno né il padre né la madre in comune, sono piuttosto due sorelle acquisite, dopo il matrimonio del padre. Elle mantengono comunque il cognome della madre poiché al ballo sono presentate come Genoveffa e Anastasia di Tremaine.
La matrigna fu animata da Frank Thomas in maniera convenzionale per farla sembrare "terribilmente malefica", nonostante Thomas avesse animato perlopiù personaggi simpatici come Pinocchio o Bambi. Ella non possiede nessun potere magico ma non perciò è meno crudele, ha anche un animale domestico, il gatto Lucifero. Nelson la descrive come un cattivo molto più realistico dei precedenti e perciò molto più terrificante. Per Griffin, la matrigna è ritratta solitamente con lunghe pose da diva e con un lungo vestito rosso che striscia lungo il pavimento. Rispettando uno schema preciso nei cattivi Disney, i movimenti del suo viso sono lenti ma precisi al fine di scovare la verità. La sua cattiveria è causata dall'avvantaggiare le sue figlie per ottenere tornaconti personali, così per celare la bellezza della sua figliastra la costringe a abiti umili e lavori domestici, relegandola a sguattera.
La cosa più riprovevole è che ella non partecipa mai direttamente alle umiliazioni delle sorellastre verso Cenerentola ma fa di tutto per scatenarle, come nella scena in cui la ragazza, preparatasi per il ballo con un vestito confezionato dai topolini con i vestiti e gli accessori che Anastasia e Genoveffa hanno buttato via, chiede alla matrigna di mantenere la promessa fatta e di portarla con loro alla festa. La matrigna acconsente ma poi fa notare diabolicamente a Genoveffa che la collana di Cenerentola è uguale alla sua, scatenando così l'ira delle sorellastre che arrivano a strappare tutto il vestito di Cenerentola. Ella è anche il solo cattivo Disney a vivere ogni giorno nello stesso ambiente della sua vittima. Maltin nota che ella è sempre rappresentata nell'ombra e ciò rinforza la sua carica di terrore. Eleanor Audley, doppiatrice di questo personaggio, doppierà anche Malefica ne La bella addormentata nel bosco. Nel primo doppiaggio italiano la sua voce è di Tina Lattanzi, mentre nel ridoppiaggio del 1967 è di Franca Dominici.
L'animazione delle due sorellastre, Genoveffa e Anastasia, fu affidata a Ollie Johnston, che le giudicò come i personaggi più grossolani animati fino ad allora: questi rivelò infatti di aver esagerato la loro bruttezza. Per Grant, le due sono l'incarnazione delle bambine viziate e capricciose che restano immature anche da adulte. Il loro ruolo è un'antitesi delle qualità di Cenerentola: ella non ha niente, loro hanno tutto; tuttavia mentre Cenerentola è bella, ha una bella voce e sa anche ballare le sorellastre sono goffe, sgraziate, stonate, capaci solo di creare disordine e lamentarsi. Elle sono comunque cattivi comici, come Gaspare e Orazio ne La carica dei cento e uno e Iago in Aladdin. Le due sorelle hanno poche differenze fra loro, Genoveffa ha i capelli scuri e veste abiti giallo e verdi, mentre Anastasia ha i capelli rossi e preferisce vestiti viola o rosa. Thomas e Johnston indicano che in molte trasposizioni del racconto le sorellastre avevano un ruolo marginale poiché mancavano gag comiche che nel film furono apposta inserite. Lucille Bliss e Rhoda Williams sono le doppiatrici originali. Sono doppiate da Wanda Tettoni e Rosetta Calavetta nel primo doppiaggio italiano e da Flaminia Jandolo e Ria Saba nel ridoppiaggio del 1967.

##### Altri umani
Milt Kahl animò il principe con la tecnica del rotoscopio. Gli animatori modellarono il principe sull'attore Jeffrey Stone, che fornì anche alcune voci aggiuntive per il film. Grant considera come più presente del suo omonimo in Biancaneve, anche se rimane, secondo molti critici, un personaggio un po' anonimo. Non solo il suo nome non è mai citato ma non viene neanche chiamato più "principe azzurro". Mike Douglas, l'attore che lo doppiò nelle parti cantate, non è nemmeno elencato nei titoli di apertura.
Il re e il granduca Monocolao furono doppiati nella versione originale dallo stesso attore: Luis Van Rooten, e sono un duo comico molto efficace. I due personaggi si oppongono, l'uno è irascibile mentre l'altro è composto e riflessivo: entrambi si uniscono in colloqui movimentati risolti sempre con la vittoria del primo a danni del secondo, costretto a obbedire più che a consigliare. Il granduca sarà un modello per Grimsby, maggiordomo del principe Eric ne La Sirenetta (1989). In italiano furono doppiati da Mario Besesti e Stefano Sibaldi nel primo doppiaggio e da Carlo Romano e Oreste Lionello nel ridoppiaggio del 1967.
La Fata madrina è un personaggio che gioca un ruolo di protettrice e aiutante, capace, come i topolini, di cambiare radicalmente il corso della storia. Ella è ritratta come la classica immagine familiare e serena di una nonnina buona e dolce, ma un po' distratta, che si dimentica sempre la sua bacchetta magica. Nella versione originale è doppiata da Verna Felton, mentre in quella italiana da Laura Carli nel primo doppiaggio e da Lydia Simoneschi nel ridoppiaggio del 1967.

#### Gli animali
Cenerentola di Walt Disney non sarebbe stata la stessa senza il comparto dei personaggi animali, in particolare i topolini. I due topi principali sono Giac e Gas; gli altri furono chiamati poi in seguito secondo Grant et Kurtti Suzy, Perla, Blossom, Luke (il più piccolo), Mert et Bert (i gemelli). I topi furono disegnati sotto la supervisione di Wolfgang Reitherman e Ward Kimball.
Il duo Giac e Gas sono una coppia comica alquanto efficace. Gas, soprannome di Gastone, svolge il ruolo che aveva Cucciolo in Biancaneve e i sette nani. Gas è un po' rotondetto e non troppo intelligente, ma prova una grande ammirazione per Cenerentola che lo ha salvato dalla trappola della matrigna e di Lucifero. Giac è più magro, più intelligente e anche meno tenero. La scena in cui i topi salgono le scale, animata da Wolfgang Reitherman è secondo Grant un capolavoro, poiché trasmette un forte senso di emozione e suspense paragonabile ai film con attori in carne e ossa.
Il gatto Lucifero fu creato da Ward Kimball ispirandosi al suo animale domestico, un gatto di nome Feetsy, su consiglio di Walt che aveva visto l'animale a casa Kimball. Esso è un cattivo meschino, pigro e vigliacco un incrocio fra le sorellastre e la matrigna. È uno degli antagonisti animali Disney più riusciti. Contro Lucifero si battono i topolini, creando delle vere e proprie sequenze comiche e il cane Tobia; che alla fine del film riesce a far cadere il gatto giù dalla finestra. Nella scena in cui la zucca si trasforma in carrozza, la fata trasforma Tobia in un valletto, Gas e Giac nei cavalli con gli altri topolini mentre per ironia della sorte il cavallo di Cenerentola diviene il cocchiere.

### Musica
Per la prima volta, Walt si rivolse ai cantautori della Tin Pan Alley per scrivere le canzoni. La musica della Tin Pan Alley sarebbe poi diventata un tema ricorrente nell'animazione Disney. Cenerentola fu il primo film Disney ad avere le sue canzoni pubblicate e coperte da copyright della neonata Walt Disney Music Company. Prima che le colonne sonore diventassero commerciabili, le canzoni del film avevano poco valore residuo per lo studio cinematografico che le possedeva e venivano spesso vendute ad affermate società musicali stabiliti per la pubblicazione di spartiti.
"Bibbidi-Bobbidi-Bu" divenne un singolo per quattro volte, con versioni importanti di Perry Como e le Fontane Sisters. La Woods batté altre 309 ragazze per la parte di Cenerentola, dopo che delle registrazioni demo in cui cantava alcune delle canzoni del film vennero presentate a Walt Disney. Tuttavia, non aveva idea di stare facendo il provino per la parte fino a quando Disney non la contattò; inizialmente infatti aveva fatto le registrazioni per un paio di amici che le avevano inviate a Disney a sua insaputa. Secondo quanto riferito, Disney pensava che la Woods avesse il giusto tono di voce "da favola". Durante la produzione, i realizzatori lavorarono in sincrono con i compositori, come Wilfred Jackson con Oliver Wallace.
Durante la produzione, Walt Disney sperimentò l'uso delle doppie tracce vocali per la canzone "Canta usignolo" prima che venissero utilizzate da artisti in registrazioni in studio come i Beatles. Quando Ilene Woods aveva completato la registrazione di "Canta usignolo", Walt l'ascoltò e le chiese se poteva cantare in armonia con se stessa. Lei, nonostante la titubanza iniziale per quella soluzione tecnica piuttosto ardita, finì per cantare la doppia registrazione, comprese l'armonia della seconda e terza parte. Ilene Woods rivelò questa innovazione in un'intervista.
Leonard Maltin indica che senza la musica, molte scene come quella dei topolini che realizzano il vestito di Cenerentola, non avrebbero funzionato, poiché la musica donava un ritmo e una regia ben definito all'animazione. Anche la canzone Bibidi - Bobidi - Bu permise di donare alla fata Smemorina una caratterizzazione più gioviale.
Per la fuga di Cenerentola dal ballo, fu sviluppato un ritmo, basato sul tocco dell'orologio, capace di dividere la scena in sequenze precise.
- 1° tocco: Cenerentola prende congedo dal principe;
- 2° tocco: Cenerentola fugge correndo;
- 3° tocco: Cenerentola prende congedo dal granduca;
- 4° tocco: Cenerentola perde la scarpetta;
- 5° tocco: Il granduca trova la scarpetta;
- 6° tocco: La carrozza parte al galoppo;
- 7° tocco: le porte del palazzo si chiudono;
- 8° tocco: il granduca lancia delle guardie all'inseguimento della carrozza;
- 9° tocco: le guardie raggiungono la carrozza;
- 10° tocco: la carrozza e le guardie attraversano un ponte;
- 11° tocco: la carrozza ridiviene una zucca;
- 12° tocco: l'incantesimo termina.

## Colonna sonora
La colonna sonora di Cenerentola uscì in Italia il 30 dicembre 2005, in occasione dell'uscita della Platinum Edition in DVD.
Tutte le canzoni sono composte da Mack David, Jerry Livingston e Al Hoffman.
1. Cenerentola
2. I sogni son desideri
3. Canta usignol
4. Lavorare, che fatica
5. Bibbidi-bobbidi-bu
6. Questo è l'amore

## Distribuzione

### Data di uscita
Le date di uscita internazionali sono state:
- 15 febbraio 1950 negli Stati Uniti d'America
- 22 maggio in Brasile (Cinderela - A Gata Borralheira)
- 5 luglio in Argentina (La cenicienta)
- 26 luglio nel Regno Unito
- 9 dicembre in Italia (anteprima il 20 agosto alla Mostra di Venezia[42])
- 13 ottobre in Australia
- 18 novembre in Danimarca (Askepot)
- 7 dicembre in Belgio e Paesi Bassi (Assepoester)
- 15 dicembre in Finlandia (Tuhkimo)
- 18 dicembre in Svezia (Askungen)
- 21 dicembre in Portogallo (Cinderela - A Gata Borralheira)
- 22 dicembre in Francia (Cendrillon)
- 26 dicembre in Norvegia (Askepott)
- 9 gennaio 1951 in Uruguay
- 17 gennaio in Messico (La cenicienta)
- 27 aprile in Irlanda
- 21 giugno nelle Filippine
- 4 ottobre a Hong Kong
- 14 dicembre in Emirati Arabi Uniti
- 21 dicembre in Germania Ovest (Aschenputtel)
- 7 marzo 1952 in Giappone (Shinderera)
- 5 dicembre in Austria (Aschenbrödel)
- 19 dicembre in Spagna (La cenicienta)
- 26 luglio 1962 in Corea del Sud
- 24 dicembre 1990 in Kuwait

Il film venne riedito nelle sale americane nel 1957, 1965, 1973, 1981, 1987. Cenerentola ha avuto inoltre una riedizione limitata in sale selezionate della catena Cinemark Theatres dal 16 al 18 febbraio 2013. In Italia invece venne riedito nel 1958, 1967, 1975, 1982, 1988 e 2012.

### Edizione italiana
Esistono due doppiaggi italiani del film, entrambi eseguiti dalla CDC negli stabilimenti Fono Roma su dialoghi di Roberto De Leonardis. Il primo, diretto da Mario Almirante con la direzione musicale di Alberto Brandi,venne usato, oltre che per la prima uscita, anche nelle riedizioni del 1954 e del 1958.
Per la riedizione del 1967 si decise di effettuare un ridoppiaggio del film, diretto da Giulio Panicali con la direzione musicale di Pietro Carapellucci, con un cast completamente diverso. Tra le ipotesi delle motivazioni che portarono all'intero rifacimento dell'audio italiano, ha avuto una particolare rilevanza quella secondo cui Giuliana Maroni, doppiatrice prevalentemente caratterista che diede la voce al personaggio principale, avesse un timbro ed uno stile recitativo non particolarmente adatto per la parte. Tuttavia, si tratta solamente di una diceria mai fondata ed è probabile che il doppiaggio fosse stato rifatto più per motivi economici che per migliorare le voci dei personaggi. I dialoghi e i testi delle canzoni italiane, curati nuovamente da Roberto De Leonardis, furono modificati e migliorati. Torna Giuliana Maroni, stavolta come voce di una delle topine nella canzone Lavorare, che fatica e sempre in entrambe le edizioni ha partecipato Carlo Romano (il quale ha doppiato il topino Gas nel 1950; e il re, padre del principe azzurro, nel 1967).
Cenerentola fu pertanto il primo Classico Disney a venire ridoppiato, a soli 17 anni dal primo doppiaggio. Da notare che, in questa seconda edizione, furono rimossi i titoli di coda che accennavano ai doppiatori italiani e ai curatori dell'edizione italiana (salvo una menzione a Fono Roma, Westrex Recording e CDC.), mentre venne aggiunto un cartello ai titoli di testa per accreditare la nuova direzione musicale. Il primo doppiaggio non è più stato distribuito ed è divenuto sempre più raro: ne sopravvivono una cinquantina di minuti all'interno del disco Disneyland DLP 53, uscito nel 1965.

### Principali redistribuzioni
- Stati Uniti: 14 febbraio 1957, 9 giugno 1965, 23 marzo 1973, 18 dicembre 1981, 20 novembre 1987
- Italia: 20 dicembre 1954, 19 dicembre 1958, 22 dicembre 1967, 19 dicembre 1975, 17 dicembre 1982, 20 maggio 1988, 30 giugno 2012
- Giappone: 18 marzo 1961, 23 marzo 1974, 7 agosto 1982, 18 luglio 1987
- Finlandia: 15 dicembre 1967
- Danimarca: 26 dicembre 1967
- Germania Ovest: 18 luglio 1980, 16 luglio 1987
- Emirati Arabi Uniti: 15 novembre 1963, 17 dicembre 1976, 15 ottobre 1982, 15 dicembre 1991, 10 settembre 2005, 15 giugno 2012
- Svezia: 30 marzo 1985, 9 agosto 1991
- Australia: 11 aprile 1991
- Argentina: 9 gennaio 1992
- Francia: 20 luglio 2005

### Edizioni home video

#### VHS
La prima edizione VHS del film uscì in Italia nel novembre 1992. La seconda edizione VHS uscì nell'aprile 1998. La terza e ultima edizione VHS uscì il 16 novembre 2005, insieme alla prima edizione in DVD, come sesto titolo delle Walt Disney Platinum Editions.

#### DVD
La prima edizione DVD uscì il 16 novembre 2005, come ottavo titolo delle Walt Disney Platinum Editions in confezione slip case. Lo stesso giorno uscì un cofanetto con questo DVD in confezione slip case accompagnato dall'edizione speciale del DVD di Cenerentola II.
La seconda edizione DVD è uscita il 12 settembre 2012 insieme alla prima edizione Blu-ray, come sesto titolo delle Walt Disney Diamond Editions. Il DVD è disponibile anche in un cofanetto con i sequel.

#### Blu-ray Disc
La prima edizione BD del film è uscita in Italia il 12 settembre 2012, come sesto titolo delle Walt Disney Diamond Editions. Il BD, che include diversi contenuti speciali della Platinum Edition insieme ad altri nuovi, è disponibile anche in un cofanetto insieme a un secondo BD contenente i sequel.

## Accoglienza

### Incassi
I profitti della distribuzione del film, uniti a quelli ricavati da vendite di registrazioni, editoria musicale, pubblicazioni e altro merchandising diedero alla Disney il flusso di cassa per finanziare una lista di produzioni (animate e dal vivo), stabilire la propria compagnia di distribuzione, inserirsi nella produzione televisiva e iniziare a costruire Disneyland durante il decennio.
Disney non aveva avuto un grande successo dai tempi di Biancaneve e i sette nani. La produzione di questo film venne considerata come un grande gioco d'azzardo da parte sua. A un costo di quasi 3 milioni di dollari, gli addetti ai lavori della Disney affermarono che, se Cenerentola non avesse avuto successo al botteghino, lo studio avrebbe chiuso (dato che lo studio era già pieno di debiti). Il film fu un enorme successo al box office e permise a Disney di continuare a produrre film per tutti gli anni cinquanta. Fu il quinto film più popolare al box office britannico nel 1951. L'incasso totale del film (comprese le riedizioni) è di circa 85 milioni di dollari.

### Critica
Il film è diventato un successo di critica ottenendo la migliore accoglienza per un film d'animazione Disney dai tempi di Dumbo. In una lettera personale a Walt Disney, il regista Michael Curtiz ha accolto il film come il "capolavoro di tutte le immagini che hai realizzato". Il produttore Hal Wallis ha dichiarato: "Se questo non è il tuo migliore, è molto vicino al top".
Il sito web aggregatore di recensioni Rotten Tomatoes ha riferito che il film ha ricevuto un punteggio di approvazione del 97% basato su 35 recensioni con un punteggio medio di 8,00/10. Il consenso critico del sito web recita: "I colori intensi, le canzoni dolci, i topolini adorabili e l'eroina accattivante (se sofferente) rendono Cenerentola un'incantatrice nostalgicamente adorabile".
Tuttavia, la caratterizzazione di Cenerentola ha ricevuto un'accoglienza mista. Bosley Crowther del New York Times ha scritto: "La bella Cenerentola ha un viso e una forma voluttuosi, per non parlare di una disposizione entusiasta, da confrontare con Daisy Mae di Al Capp". Tuttavia, criticando il suo ruolo e la sua personalità, Crowther ha affermato: "Di conseguenza, la situazione in cui sono coinvolti a vicenda ha la costrizione e l'immobilità degli episodi espressi in panel. Quando Mr. Disney cerca di farli comportare come esseri umani, li rende banali". Allo stesso modo, Variety ha affermato che il film ha trovato "più successo nel proiettare gli animali inferiori che nel suo personaggio centrale, Cenerentola, che è dal lato incolore e con la faccia da bambola, come il Principe Azzurro".
Le recensioni contemporanee sono rimaste positive. Roger Ebert del Chicago Sun-Times ha assegnato al film tre stelle su quattro durante la sua riedizione del 1987. Jonathan Rosenbaum del Chicago Reader ha scritto che il film "mostra la Disney alla fine del suo periodo migliore, quando i suoi sfondi erano ancora luminosi con profondità e dettagli e i suoi personaggi occasionali avevano ancora portata e mordente".
Il film ricevette tre nomination all'Oscar per il miglior sonoro (C.O. Slyfield), migliore colonna sonora e migliore canzone per "Bibbidi-Bobbidi-Bu". Al 1º Festival internazionale del cinema di Berlino vinse l'Orso d'oro (film musicale) e il Big Bronze Plate.
Nel giugno 2008 l'American Film Institute rivelò la sua "10 Top 10" - i migliori dieci film in dieci "classici" generi cinematografici americani - dopo la votazione di oltre 1.500 persone della comunità creativa. Cenerentola venne riconosciuto come il 9° più grande film nel genere animazione.

## Riconoscimenti
- 1950 - Festival di Venezia
  - Premio speciale a Walt Disney
  - Nomination Leone d'oro a Clyde Geronimi, Wilfred Jackson e Hamilton Luske
- 1951 - Premio Oscar
  - Nomination Migliore colonna sonora a Oliver Wallace e Paul J. Smith
  - Nomination Miglior canzone (Bibbidi-Bobbidi-Boo) a Mack David, Al Hoffman e Jerry Livingston
  - Nomination Miglior sonoro a C.O. Slyfield
- 1951 - Festival internazionale del cinema di Berlino
  - Grand Bronze Plate a Clyde Geronimi, Wilfred Jackson e Hamilton Luske
  - Orso d'oro a Clyde Geronimi, Wilfred Jackson e Hamilton Luske
- 1951 - Premio Hugo
  - Nomination Miglior rappresentazione drammatica
- 1960 - Festival internazionale del cinema di Berlino
  - Nomination Orso d'oro a Wilfred Jackson, Hamilton Luske e Clyde Geronimi
- 1999 - Young Artist Awards
  - Miglior star giovanile a Lucille Bliss

## Eredità

### Impatto psicologico
Il film è uno dei più noti dello studio Disney e ha avuto un'enorme influenza sulla cultura occidentale. Molti sono gli elementi analizzabili.

#### Un'immagine mitigata della giovane donna ideale e lo stereotipo della matrigna
Il primo elemento che balza agli occhi è quello dell'elevazione sociale: una giovane ragazza sfruttata dai famigliari come se fosse schiava riesce a divenire principessa. Questo elemento non è però del tutto vero, in quanto Cenerentola è figlia, come ricordato nel prologo, di un ricco signore vedovo, e cresce, almeno fino all'arrivo della matrigna, in un contesto agiato e felice. Tuttavia questa è un'immagine che resta ancora molto attaccata al film e ancora oggi viene presentata, se non come un'elevazione vera e propria, almeno come un riscatto della protagonista.
Disney inoltre creò per il film una protagonista molto idealizzata, priva di difetti e quasi avvolta in un'aura di perfezione. Allan aggiunge ch'ella è l'immagine della femminista passiva del diciannovesimo secolo. Brode afferma che Cenerentola è la prima bionda di quello ch'egli stesso ha definito il «decennio delle bionde» gli anni cinquanta; che diedero la fama a Grace Kelly o Marilyn Monroe.
Brode ritiene che gli anni cinquanta segnano l'inizio di un certo «sex appeal» delle eroine Disney, iniziato con la figura di Sue nello scrigno delle sette perle del 1948 e proseguito con Cenerentola fino alla Bella addormentata: ella vive del buonumore, si esprime cantando, stringe amicizia con degli animali di piccola taglia e si prende molta cura di loro. In entrambi i racconti le due fanciulle sono aiutate nella storia da animali. David Whitley ricorda che, nella versione cinese del racconto, Cenerentola è aiutata da dei pesci. Molto rimarcata è la sincerità della ragazza: Cenerentola non si rende conto fino a che l'amato non si dichiara, di essersi innamorata di un principe e così anche Biancaneve prima e Aurora dopo. Per Janet Wasko, esistono due modelli di eroine Disney, l'antico, a cui appartengono Biancaneve o Cenerentola, e il moderno, con Ariel o Jasmine, entrambi sono accomunati dall'assenza di un genitore.
Elizabeth Bell scrive che lo studio creò un «messaggio corporale mitigato» utilizzando delle giovani ballerine filmate per lo studio della protagonista. Bell aggiunge che la camminata è quella di una ballerina, che rispetta le convenzioni del balletto e dona un aspetto del peso morto marcato da una rotazione esterna del bacino, azione che sarà utilizzata anche per altri personaggi dopo Cenerentola. All'opposto le sorellastre sono l'antitesi di ciò che è «necessario per ballare correttamente», rifiutando le convenzioni e l'eleganza dell'opera e entrando sulla scena precipitosamente e goffamente.
Lo studio Disney rinforza con questo film lo stereotipo della matrigna già presente in Biancaneve ma anche quello del personaggio principale senza madre come Pinocchio. La matrigna è simile a quella di Biancaneve nella freddezza e nel cinismo, ma è anche un'ulteriore evoluzione del personaggio per la "calma" cattiveria con cui ostacola la protagonista. Come Grimilde si trasforma in un'orribile strega, così anche Lady Tremaine dà alla luce due figlie orribili e sgraziate, specchio del suo animo malvagio. Cenerentola esegue gli ordini della matrigna con fare obbediente ma non rassegnato, certa che un giorno il suo sogno diverrà realtà.

#### Religione, fede e aspirazione sociale
In un significato pseudo-religioso, Cenerentola e Pinocchio propongono, quando proprio la fede sembra abbandonare gli eroi, un miracolo, combinando paganesimo con cristianesimo allorché una stella si trasforma in fata. Per Pinsky, lo studio Disney ha sviluppato una sorta di teologia di cui un dogma potrebbe essere «quando si sognano con ardore delle ambizioni, esse si avverano». Per Griffin, un ingrediente di questa ricetta teologica è una canzone di desiderio, presente in buona parte dei film Disney, da Cenerentola a Aladdin. Neal Gabler parla del «Darwinismo sociale» a questo proposito. Allan aggiunge che Disney ha molte volte ideato la figura della fata madrina per sopperire all'assenza di una figura materna. Per Nelson, il «combattimento fra Lucifero e i topi attira il pubblico» e permette di «identificarsi con i topi proletari, di condividere le aspirazioni di Cenerentola, e di far parte di quella che viene chiamata la democrazia Disney» Barrier aggiunge che solo quando i topi vincono Lucifero allora Cenerentola può sconfiggere la matrigna.

#### Il classico per antonomasia
A partire dai numerosi appelli all'immaginario popolare, Cenerentola permette di considerare una sorta di ideale Disney. Molti elementi che con Biancaneve erano stati solo accennati con Cenerentola sono ulteriormente sviluppati permettendo di stabilire quella che molti chiamano la ricetta Disney o la «formula Disney». Essa comprende delle basi religiose, prese dal cristianesimo essenzialmente, del folklore tradizionale, con la ripresa delle fiabe e delle aspirazioni politiche, molti valori del sogno americano e un po' di magia per tenere tutto insieme. Thomas indica che da Cenerentola diventò quasi un must per i Classici Disney il messaggio del bene che trionfa sul male. Per Watts, il film è un chiaro esempio di stile disneyano nel più tradizionale dei modi, un vero e proprio «classico Disney», un racconto di fate, sogni, disegni brillanti e delicati, una trama ben definita e dei personaggi di contorno ben caratterizzati.
Whitley, studiando la presenza della natura sui film Disney considera che in Cenerentola vengono riprese le convenzioni pastorali già espresse in film precedenti, anche se il passo è ancora più ambizioso: da una parte si cerca di ottenere un certo realismo figurativo, dall'altra gli animali sono molto più antropomorfi che in Biancaneve. Cenerentola è da questo punto di vista un'unione del primo classico Disney del 1937 con i successivi, in particolare Dumbo per la figura del topolino Timoteo o Bambi per la rappresentazione di alcune gag animalesche. Per Whitley, Cenerentola presenta una natura più domestica e meno selvaggia dei film precedenti, ambientando buona parte della storia con i personaggi animali nelle mura della casa.

## Altri media

### Sequel
- Cinderella: A Lesson in Compromise (settembre 1981) cortometraggio educativo per la televisione americana[74].
- Cenerentola II - Quando i sogni diventano realtà (2002) film distribuito direttamente in videocassetta e DVD.
- Cenerentola III - Il gioco del destino (2007) film distribuito direttamente in DVD.

### Remake live-action
Nel 2015 è stato distribuito nelle sale cinematografiche Cenerentola, remake in live action diretto da Kenneth Branagh, che vede nel cast Lily James, Richard Madden, Cate Blanchett, Helena Bonham Carter, Holliday Grainger, Sophie McShera, Stellan Skarsgård e Hayley Atwell. Il film è uscito nelle sale statunitensi il 13 marzo 2015 e in quelle italiane il 12 marzo 2015.

### Fumetti

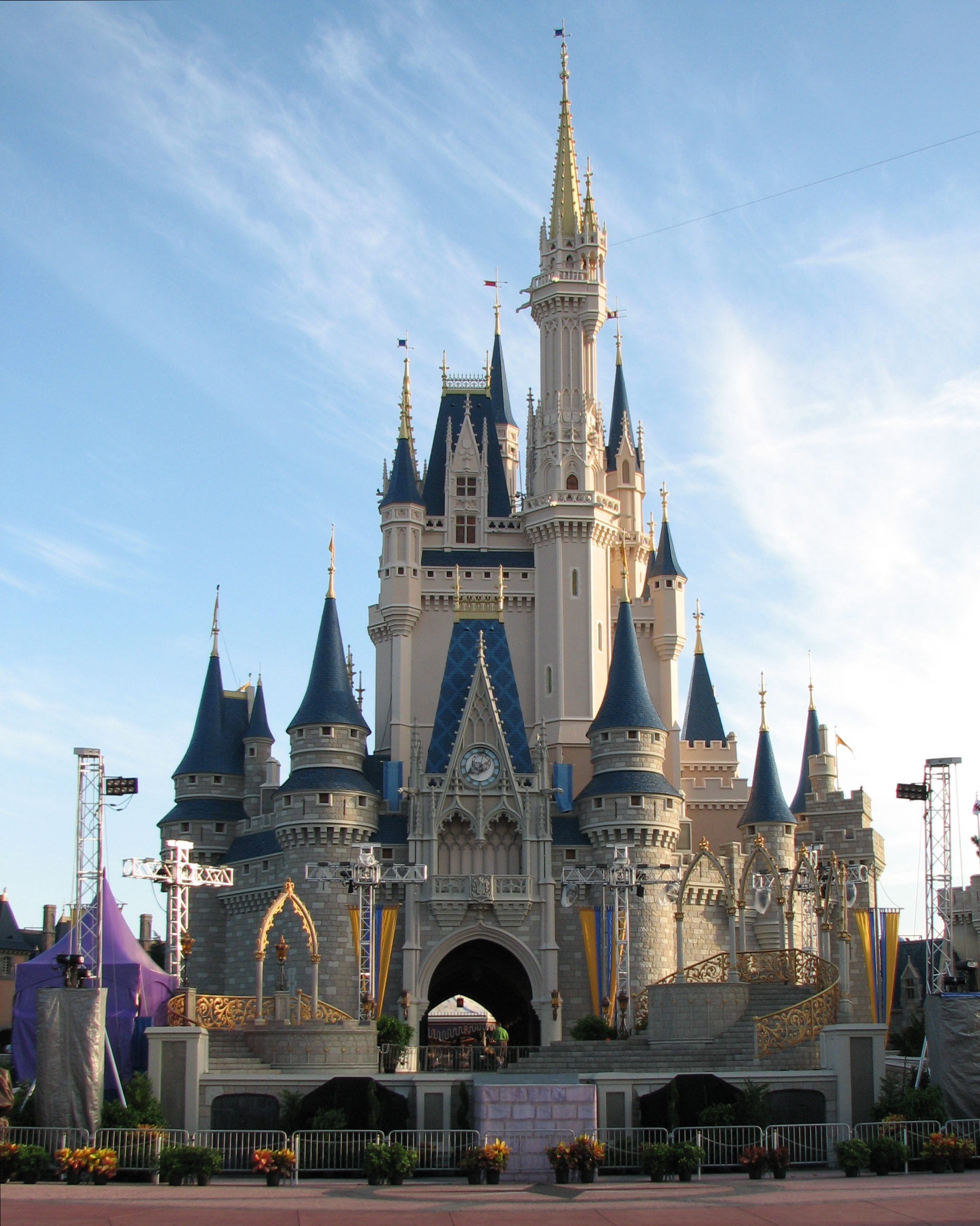
Il castello di Cenerentola a Walt Disney World Resort

Oltre a due riduzioni del film uscite all'epoca della sua prima distribuzione del 1950, sono state pubblicate altre storie, anche originali, con i personaggi del film:
- i due topolini sono apparsi in molte storie a fumetti[76]:
  - ambientate nel castello, come Gas and Jaq del 1957,
  - con Nonna Papera in alcune storie all'inizio degli anni cinquanta, disegnate da Riley Thomson;
- una storia di Natale con la matrigna e le sorellastre disegnata da Floyd Gottfredson nel 1964;
- un adattamento del racconto in comic strip del 1973 su testi di Frank Reilly e disegni di Mike Arens;
- un altro adattamento intitolato Bibbidi Bobbidi Who? del 1984.

### Parchi di divertimento
Alla fine degli anni sessanta, durante la costruzione di Walt Disney World Resort la Disney scelse come simbolo per il parco a tema Magic Kingdom il castello di Cenerentola. Una versione simile del castello fu utilizzata anche per il parco Tokyo Disneyland, aperto nel 1983. Il castello ha un aspetto ispirato al film con influssi gotici e elementi dei manieri di Pierrefonds in particolare, ma anche di Chambord, Ussé, Chenonceau e Chaumont-sur-Loire. Herbert Ryman ne realizzò degli schizzi nel 1967.
Il castello aveva al suo interno un ristorante, chiamato per errore King Stefan's Banquet Hall; Re Stefano infatti è il padre della Bella addormentata nel bosco e non appartiene al mondo di Cenerentola. L'errore è stato corretto nel 1997 ribattezzando il locale Cinderella Royal Table.
Il parco Disneyland Paris in Francia include un ristorante L'Auberge de Cendrillon sito a est del castello della Bella addormentata.

### Altro
- Nel cartone animato giapponese Dragon Ball Z, tre personaggi (Bibidi, Babidi, e Majin Bu) hanno un nome ispirato alla canzone Bibbidi-Bobbidi-Boo.
- Cenerentola e altri personaggi del film sono comparsi come ospiti nella serie televisiva House of Mouse - Il Topoclub e nei due film tratti da essa, Il bianco Natale di Topolino - È festa in casa Disney e Topolino & i cattivi Disney.
- Cenerentola e la fata Smemorina compaiono nel videogioco Kingdom Hearts, e un mondo basato sul film, il Castello dei Sogni, appare in Kingdom Hearts Birth by Sleep.
- Nei film televisivi Descendants, Descendants 2, Descendants 3 e Descendants: L'ascesa di Red, trasmessi nel 2015, 2017, 2019 e 2024 su Disney Channel e Disney+, appaiono Cenerentola e il principe Azzurro, i loro stessi figli Chad e Chloe, la fata Smemorina, la sua stessa figlia Jane, Jeffy la figlia di Genoveffa e Lady Tremaine.
- Cenerentola è la prima principessa che da consiglio a Sofia nel primo episodio di Sofia la principessa, appare poi nell'ultimo episodio insieme a tutte le altre principesse.
- Un romanzo tratto dal film è stato pubblicato dalla Giunti editore con il titolo È questo amore?, e racconta la stessa storia ma con un twist differente che risponde alla domanda E se Cenerentola non avesse mai provato la scarpetta?. Il libro è stato scritto da Elizabeth Lim[80].
- I personaggi del film sono cominciati ad essere inseriti in Lorcana dalla prima edizione del gioco.